# Nora Roberts
Nora Roberts, właściwie Eleanor Marie Robertson (ur. 10 października 1950 w Silver Spring) – amerykańska pisarka.
Była pierwszą autorką, którą przyjęto do Romance Writers of America Hall of Fame. Pisze romanse jako Nora Roberts, Sarah Hardesty i Jill March, a kryminały z serii In Death pod pseudonimem J.D. Robb.
W latach osiemdziesiątych Nora Roberts zaczęła pisać książki stanowiące połączenie romansu, powieści przygodowej, sensacyjnej i obyczajowej. Swoją twórczość rozpoczęła w 1981 roku powieściową sagą Irlandzka wróżka, której akcja toczy się w Irlandii.

## Życiorys
Nora Roberts urodziła się w Silver Spring w stanie Maryland, jako najmłodsza z pięciorga dzieci. Po nauce w szkole katolickiej prowadzonej przez zakonnice, wzięła wcześnie ślub i osiedliła się w Keedysville w Marylandzie.
Pracowała krótko jako aplikant adwokacki. Po narodzinach synów Dana i Jasona pozostała w domu i pracowała dorywczo. Zamieć w lutym 1979, kiedy to pozostała zasypana w domu z małymi dziećmi, zmotywowała ją, by spróbować innej, twórczej pracy.
Urodzona w rodzinie czytelników, Nora zawsze coś czytała albo wymyślała historyjki. Podczas tej zamieci zaczęła zapisywać jedną z tych historii. Tak rozpoczęła się jej kariera. Kilka rękopisów i odrzuceń później jej pierwsza książka, Irlandzka wróżka, została opublikowana przez amerykańskie wydawnictwo Silhouette w 1981 roku.
Nora spotkała swojego drugiego męża Bruce’a Wildera, kiedy wynajęła go do zbudowania półek na książki. Pobrali się w lipcu 1985 roku. Od tego czasu podróżowali po całym świecie i otworzyli razem księgarnię.
Przez lata Nora zawsze była otaczana przez mężczyzn. Nie tylko była najmłodsza w jej rodzinie, ale była też jedyną dziewczyną. Wychowała dwóch synów. Dzięki temu Roberts dość dobrze poznała tajniki męskiego umysłu, co zostało docenione przez jej czytelniczki.
Nora Roberts należy do wielu zrzeszeń pisarzy oraz jest laureatką wielu nagród, które dostała od swych kolegów po fachu i wydawnictw.

## Twórczość
| Tytuł Oryginalny                             | Pierwsze wydanie EN         | Tytuł Polski                                                            | Pierwsze wydanie PL    | Wydawnictwo                                           |
| -------------------------------------------- | --------------------------- | ----------------------------------------------------------------------- | ---------------------- | ----------------------------------------------------- |
| Circle Trilogy                               | Circle Trilogy              | Trylogia Kręgu                                                          | Trylogia Kręgu         | Trylogia Kręgu                                        |
| Morrigan's Cross                             | 2006                        | Magia i miłość                                                          | 2007                   | Prószyński i S-ka                                     |
| Dance of the Gods                            | 2006                        | Taniec bogów                                                            | 2007                   | Prószyński i S-ka                                     |
| Valley of Silence                            | 2006                        | Dolina Ciszy                                                            | 2007                   | Prószyński i S-ka                                     |
| In the Garden Trilogy                        | In the Garden Trilogy       | W ogrodzie                                                              | W ogrodzie             | W ogrodzie                                            |
| Blue Dahlia                                  | 2004                        | Błękitna dalia                                                          | 2005                   | Prószyński i S-ka                                     |
| Black Rose                                   | 2005                        | Czarna róża                                                             | 2005                   | Prószyński i S-ka                                     |
| Red Lily                                     | 2005                        | Szkarłatna lilia                                                        | 2006                   | Prószyński i S-ka                                     |
| Key Trilogy                                  | Key Trilogy                 | Klucze                                                                  | Klucze                 | Klucze                                                |
| Key of Light                                 | 2003                        | Klucz światła                                                           | 2003                   | Prószyński i S-ka                                     |
| Key of Knowledge                             | 2003                        | Klucz wiedzy                                                            | 2004                   | Prószyński i S-ka                                     |
| Key of Valor                                 | 2004                        | Klucz odwagi                                                            | 2004                   | Prószyński i S-ka                                     |
| Three Sisters Trilogy                        | Three Sisters Trilogy       | Trzy Siostry                                                            | Trzy Siostry           | Trzy Siostry                                          |
| Dance Upon the Air                           | 2001                        | Podniebny taniec                                                        | 2003                   | Amber                                                 |
| Heaven and Earth                             | 2001                        | Niebo i ziemia                                                          | 2001                   | Amber                                                 |
| Face the Fire                                | 2002                        | Czarodziejskie więzy (1. wydanie pt. Prosto w ogień)                    | 2002                   | Amber                                                 |
| The Irish Trilogy                            | The Irish Trilogy           | Irlandzka trylogia                                                      | Irlandzka trylogia     | Irlandzka trylogia                                    |
| Jewels of the Sun                            | 1999                        | Klejnoty słońca                                                         | 1999                   | Amber                                                 |
| Tears of the Moon                            | 2000                        | Łzy księżyca                                                            | 2000                   | Amber                                                 |
| Heart of the Sea                             | 2000                        | Serce oceanu                                                            | 2000                   | Amber                                                 |
| Chesapeake Bay                               | Chesapeake Bay              | Saga Rodu Quinnów                                                       | Saga Rodu Quinnów      | Saga Rodu Quinnów                                     |
| Sea Swept                                    | 1998                        | Wzburzone fale                                                          | 2010                   | Amber                                                 |
| Rising Tides                                 | 1998                        | Niebezpieczne prądy                                                     | 1998                   | Amber                                                 |
| Inner Harbor                                 | 1999                        | Spokojna przystań                                                       | 1999                   | Amber                                                 |
| Chesapeake Blue                              | 2003                        | Błękitna zatoka                                                         | 2004                   | Świat Książki                                         |
| Dream Trilogy                                | Dream Trilogy               | Marzenia                                                                | Marzenia               | Marzenia                                              |
| Daring to Dream                              | 1996                        | Śmiałe marzenia                                                         | 1997                   | Amber                                                 |
| Holding the Dream                            | 1997                        | Odnalezione marzenia                                                    | 2008                   | Amber                                                 |
| Finding the Dream                            | 1999                        | Spełnione marzenia                                                      | 2008                   | Amber                                                 |
| The Stars of Mithra                          | The Stars of Mithra         | Niebieski diament                                                       | Niebieski diament      | Niebieski diament                                     |
| Hidden Star                                  | 1997                        | Zaginiona gwiazda                                                       | 1998                   | Harlequin Enterprises                                 |
| Captive Star                                 | 1997                        | Schwytana gwiazda                                                       | 1999                   | Harlequin Enterprises                                 |
| Secret Star                                  | 1998                        | Tajemnicza gwiazda                                                      | 1999                   | Harlequin Enterprises                                 |
| Concannon Sisters                            | Concannon Sisters           | Saga Rodu Concannonów                                                   | Saga Rodu Concannonów  | Saga Rodu Concannonów                                 |
| Born in Fire                                 | 1994                        | Zrodzona z ognia                                                        | 1996                   | Amber                                                 |
| Born in Ice                                  | 1995                        | Zrodzona z lodu                                                         | 1996                   | Amber                                                 |
| Born in Shame                                | 1996                        | Zrodzona ze wstydu                                                      | 1996                   | Amber                                                 |
| The MacKade Borothers                        | The MacKade Borothers       | Bracia MacKade                                                          | Bracia MacKade         | Bracia MacKade                                        |
| The Return of Rafe MacKade                   | 1995                        | Braterska więź – Powrót Rafe'a                                          | 2009                   | Harlequin Enterprises                                 |
| The Pride of Jared MacKade                   | 1995                        | Braterska więź – Duma Jareda                                            | 2009                   | Harlequin Enterprises                                 |
| The Heart of Devin MacKade                   | 1996                        | Więzy krwi – Serce Devina                                               | 2009                   | Harlequin Enterprises                                 |
| The Fall of Shane MacKade                    | 1996                        | Więzy krwi – Miłość Shane’a                                             | 2009                   | Harlequin Enterprises                                 |
| The MacGregors                               | The MacGregors              | MacGregorowie                                                           | MacGregorowie          | MacGregorowie                                         |
| Playing the Odds                             | 1985                        | Kuszenie losu – Serena                                                  | 2007                   | Harlequin Enterprises                                 |
| Tempting Fate                                | 1985                        | Kuszenie losu – Caine                                                   | 2007                   | Harlequin Enterprises                                 |
| All the Possibilities                        | 1985                        | Wszystko jest możliwe                                                   | 2007                   | Harlequin Enterprises                                 |
| One Man's Art                                | 1985                        | Prawdziwa sztuka                                                        | 2007                   | Harlequin Enterprises                                 |
| For Now, Forever                             | 1987                        | Teraz i na zawsze                                                       | 2008                   | Harlequin Enterprises                                 |
| Rebellion                                    | 1988                        | Rebelia                                                                 | 2009                   | Mira                                                  |
| In From the Cold                             | 1990                        | Mroźny grudzień                                                         | 2008                   | Harlequin Enterprises                                 |
| The MacGregor Brides                         | 1997                        | Trzy siostry – Laura, Amelia, Julia                                     | 2008                   | Mira                                                  |
| The Winning Hand                             | 1998                        | Na los szczęścia – Szczęściara                                          | 2009                   | Harlequin Enterprises                                 |
| The MacGregor Grooms                         | 1998                        | Trzej bracia – Ian, Duncan, Daniel                                      | 2008                   | Mira                                                  |
| The Perfect Neighbor                         | 1999                        | Na los szczęścia – Tajemniczy sąsiad                                    | 2009                   | Harlequin Enterprises                                 |
| The Stanislaskis                             | The Stanislaskis            | Rodzina Stanislawskich                                                  | Rodzina Stanislawskich | Rodzina Stanislawskich                                |
| Taming Natasha                               | 1990                        | Druga miłość – Druga miłość Nataszy                                     | 2008                   | Mira                                                  |
| Luring a Lady                                | 1991                        | Druga miłość – Księżniczka                                              | 2008                   | Mira                                                  |
| Falling for Rachel                           | 1993                        | Z nakazu serca – Z nakazu sądu                                          | 2009                   | Mira                                                  |
| Convincing Alex                              | 1994                        | Z nakazu serca – Niedowiarek                                            | 2009                   | Mira                                                  |
| Waiting for Nick                             | 1997                        | Na zawsze razem – Czekając na Nicka                                     | 2009                   | Mira                                                  |
| Considering Kate                             | 2001                        | Na zawsze razem – Pasja życia                                           | 2009                   | Mira                                                  |
| Night tales                                  | Night tales                 | Nocne opowieści                                                         | Nocne opowieści        | Nocne opowieści                                       |
| Night Shift                                  | 1991                        | Cienie nocy – Nocna zmiana                                              | 2007                   | Mira                                                  |
| Night Shadow                                 | 1991                        | Cienie nocy – Cienie nocy                                               | 2007                   | Mira                                                  |
| Nightshade                                   | 1993                        | Nocne fajerwerki – Nocne kino                                           | 2007                   | Mira                                                  |
| Night Smoke                                  | 1994                        | Nocne fajerwerki – Nocne fajerwerki                                     | 2007                   | Mira                                                  |
| Night Shield                                 | 2000                        | Opowieści nocy – Nocny klub                                             | 2008                   | Mira                                                  |
| Night Moves                                  | 1982                        | Opowieści nocy – Nocne kompozycje                                       | 2008                   | Mira                                                  |
| The Donovan Legacy                           | The Donovan Legacy          | Dziedzitwo Donavanów                                                    | Dziedzitwo Donavanów   | Dziedzitwo Donavanów                                  |
| Captivated                                   | 1992                        | Zniewolenie                                                             | 2010                   | Mira                                                  |
| Entranced                                    | 1992                        | Urzeczona                                                               | 2010                   | Mira                                                  |
| Charmed                                      | 1992                        | W zaklętym kręgu                                                        | 2010                   | Mira                                                  |
| Enchanted                                    | 1999                        | Oczarowani                                                              | 2010                   | Mira                                                  |
| The Calhoun Women                            | The Calhoun Women           | Zamek Calhounów                                                         | Zamek Calhounów        | Zamek Calhounów                                       |
| Courting Catherine                           | 1991                        | Rodzinne gniazdo / Rezydencja / Siostry Calhoun. Catherine i Amanda     | 2006                   | Harlequin Enterprises                                 |
| A Man for Amanda                             | 1991                        | Rodzinny skarb / Rezydencja / Siostry Calhoun. Catherine i Amanda       | 2006                   | Harlequin Enterprises                                 |
| For the Love of Lilah                        | 1991                        | Szmaragdowy sen / Rodzinne szmaragdy / Siostry Calhoun. Lilah i Suzanna | 2006                   | Harlequin Enterprises                                 |
| Suzanna's Surrender                          | 1991                        | Na zawsze twój / Rodzinne szmaragdy / Siostry Calhoun. Lilah i Suzanna  | 2006                   | Harlequin Enterprises                                 |
| Megan's Mate                                 | 1996                        | Pomyślne wiatry                                                         | 2010                   | Harlequin Enterprises                                 |
| Time and Again                               | Time and Again              | Zagubieni w czasie                                                      | Zagubieni w czasie     | Zagubieni w czasie                                    |
| Time Was                                     | 1989                        | Więzień czasu / Zagubiony w czasie                                      | 2007                   | Harlequin Enterprises                                 |
| Times Change                                 | 1990                        | Spirala czasu                                                           | 2007                   | Harlequin Enterprises                                 |
| Loving Jack                                  | Loving Jack                 | Pokochać Jackie                                                         | Pokochać Jackie        | Pokochać Jackie                                       |
| Loving Jack                                  | 1989                        | Pokochać Jackie                                                         | 2002                   | Harlequin Enterprises                                 |
| Best Laid Plans                              | 1989                        | Olśnienie                                                               | 2002                   | Harlequin Enterprises                                 |
| Lawless                                      | 1989                        | Serce pełne złota                                                       | 2002                   | Harlequin Enterprises                                 |
| Celebrity magazine                           | Celebrity magazine          | Letnie rozkosze                                                         | Letnie rozkosze        | Letnie rozkosze                                       |
| One Summer                                   | 1986                        | Pewnego lata                                                            | 2001                   | Harlequin Enterprises                                 |
| Second Nature                                | 1986                        | Wywiad z potworem / Wywiad życia                                        | 2001                   | Harlequin Enterprises                                 |
| Great Chefs                                  | Great Chefs                 | Miłość na deser                                                         | Miłość na deser        | Miłość na deser                                       |
| Summer Desserts                              | 1985                        | Miłość na deser                                                         | 2008                   | Mira                                                  |
| Lessons Learned                              | 1986                        | Karuzela szczęścia / Smak życia                                         | 2008                   | Mira                                                  |
| Reflections and Dreams                       | Reflections and Dreams      | Gra luster                                                              | Gra luster             | Gra luster                                            |
| Reflections                                  | 1983                        | Gra Luster                                                              | 2002                   | Harlequin Enterprises                                 |
| Dance of Dreams                              | 1983                        | Taniec marzeń                                                           | 2002                   | Harlequin Enterprises                                 |
| The O'Hurleys                                | The O'Hurleys               | Rodzina O'Hurleyów                                                      | Rodzina O'Hurleyów     | Rodzina O'Hurleyów                                    |
| The Last Honest Woman                        | 1988                        | Ostatnia uczciwa kobieta (Kłamstwa i tajemnice, wyd. Harper Collins)    | 2002                   | Harlequin Enterprises                                 |
| Dance to the Piper                           | 1988                        | Za kulisami (Roztańczone życie, wyd. Harper Collins)                    | 2002                   | Harlequin Enterprises                                 |
| Skin Deep                                    | 1999                        | Opętanie (Cena sławy, wyd. Harper Collins)                              | 2002                   | Harlequin Enterprises                                 |
| Without A Trace                              | 1990                        | Zagubieni (Bez śladu, wyd. Harper Collins)                              | 2000                   | Harlequin Enterprises                                 |
| Sacred Sins                                  | Sacred Sins                 | Święte grzechy                                                          | Święte grzechy         | Święte grzechy                                        |
| Sacred Sins                                  | 1987                        | Święte grzechy                                                          | 1999                   | Amber                                                 |
| Brazen Virtue                                | 1988                        | Bezwstydna cnota                                                        | 2009                   | Amber                                                 |
| Cordina's Royal Family                       | Cordina's Royal Family      | Księstwo Cordiny                                                        | Księstwo Cordiny       | Księstwo Cordiny                                      |
| Affaire Royale                               | 1986                        | Czas niepamięci                                                         | 2002                   | Harlequin Enterprises                                 |
| Command Performance                          | 1987                        | Gościnne występy                                                        | 2002                   | Harlequin Enterprises                                 |
| The Playboy Prince                           | 1987                        | Beztroski książę                                                        | 2002                   | Harlequin Enterprises                                 |
| Cordina's Crown Jewel                        | 2002                        | Arystokraci                                                             | 2003                   | Harlequin Enterprises                                 |
| Irish Hearts                                 | Irish Hearts                | Irlandzka wróżka                                                        | Irlandzka wróżka       | Irlandzka wróżka                                      |
| Irish Thoroughbred                           | 1981                        | Irlandzka wróżka / Irlandzka krew                                       | 2001                   | Harlequin Enterprises                                 |
| Irish Rose                                   | 1988                        | Irlandzka róża                                                          | 2001                   | Harlequin Enterprises                                 |
| Irish Rebel                                  | 2000                        | Irlandzki buntownik / Irlandzkie marzenia                               | 2001                   | Harlequin Enterprises                                 |
| Sullivan's Woman                             | 1984                        | Dowód miłości                                                           | 2005                   | Harlequin Enterprises                                 |
| A Little Magic                               | A Little Magic              | Szczypta magii                                                          | Szczypta magii         | Szczypta magii                                        |
| Ever After                                   | 2002                        | Zauroczony                                                              | 2005                   | Prószyński i S-ka                                     |
| In Dreams                                    | 2002                        | Na zawsze                                                               | 2005                   | Prószyński i S-ka                                     |
| Spellbound                                   | 2002                        | W snach                                                                 | 2005                   | Prószyński i S-ka                                     |
| A Little Fate                                |                             |                                                                         |                        |                                                       |
| Winter Rose                                  | 2004                        |                                                                         |                        |                                                       |
| A World Apart                                | 2004                        |                                                                         |                        |                                                       |
| From the Heart                               | From the Heart              | Z Serca                                                                 | Z Serca                | Z Serca                                               |
| Tonight and Always                           | 1983                        | Dziś i na zawsze                                                        | 2000                   | Amber                                                 |
| A Matter of Choice                           | 1984                        | Kwestia wyboru                                                          | 1997                   | Amber                                                 |
| Endings and Beginnings                       | 1984                        | Koniec i początek                                                       | 1997                   | Amber                                                 |
| The Sign of Seven                            | The Sign of Seven           | Znak siedmiu                                                            | Znak siedmiu           | Znak siedmiu                                          |
| Blood Brothers                               | 2007                        | Bracia krwi                                                             | 2008                   | Prószyński i S-ka                                     |
| The Hollow                                   | 2008                        | Magia i krew                                                            | 2009                   | Prószyński i S-ka                                     |
| The Pagan Stone                              | 2008                        | Kamień Pogan                                                            | 2009                   | Prószyński i S-ka                                     |
| Bride Quartet                                | Bride Quartet               | Ślubny kwartet                                                          | Ślubny kwartet         | Ślubny kwartet                                        |
| Vision in White                              | 2009                        | Portret w bieli                                                         | 2010                   | Prószyński i S-ka                                     |
| Bed of Roses                                 | 2009                        | Posłanie z róż                                                          | 2010                   | Prószyński i S-ka                                     |
| Savor the Moment                             | 2010                        | Smak chwili                                                             | 2011                   | Prószyński i S-ka                                     |
| Happy Ever After                             | 2010                        | Miłosne przysięgi                                                       | 2011                   | Prószyński i S-ka                                     |
| The Inn BoonsBoro Trilogy                    | The Inn BoonsBoro Trilogy   | Bracia Montgomery                                                       | Bracia Montgomery      | Bracia Montgomery                                     |
| The Next Always                              | 2011                        | Teraz i na zawsze                                                       | 2012                   | Prószyński i S-ka                                     |
| The Last Boyfriend                           | 2012                        | Ostatni narzeczony                                                      | 2012                   | Prószyński i S-ka                                     |
| The Perfect Hope                             | 2012                        | Jedyna i wspaniała                                                      | 2013                   | Prószyński i S-ka                                     |
| The Cousins O’Dwyer Trilogy                  | The Cousins O’Dwyer Trilogy | Rodzina O’Dwyer                                                         | Rodzina O’Dwyer        | Rodzina O’Dwyer                                       |
| Dark Witch                                   | 2013                        | Siły ciemności                                                          | 2014                   | Prószyński i S-ka                                     |
| Shadow Spell                                 | 2014                        | Zaklęty w cień                                                          | 2015                   | Prószyński i S-ka                                     |
| Blood Magick                                 | 2014                        | Klątwa czarownicy                                                       | 2015                   | Prószyński i S-ka                                     |
| The Guardians Trilogy                        | The Guardians Trilogy       | Strażnicy                                                               | Strażnicy              | Strażnicy                                             |
| Stars of Fortune                             | 2015                        | Gwiazdy fortuny                                                         | 2016                   | Prószyński i S-ka                                     |
| Bay of Sighs                                 | 2016                        | Zatoka westchnień                                                       | 2016                   | Prószyński i S-ka                                     |
| Island of Glass                              | 2016                        | Szklana wyspa                                                           | 2017                   | Prószyński i S-ka                                     |
| Mini collection                              | Mini collection             | Mini kolekcja                                                           | Mini kolekcja          | Mini kolekcja                                         |
| Storm warning                                | 1984                        | Błękitne wzgórza                                                        | 2005                   | Harlequin Enterprises                                 |
| Blithe images                                | 1982                        | Dziewczyna z okładki                                                    | 2005                   | Harlequin Enterprises                                 |
| From This Day                                | 1983                        | Nieodparty urok                                                         | 2005                   | Harlequin Enterprises                                 |
| Less of a Stranger                           | 1984                        | Kolejna wygrana / Nie bój się życia (ant. I zjawiłeś się ty...)         | 2005                   | Harlequin Enterprises                                 |
| Song of the West                             | 1982                        | Pieśń gór                                                               | 2005                   | Harlequin Enterprises                                 |
| Search for love                              | 1982                        | Kuzyn z Bretanii                                                        | 2005                   | Harlequin Enterprises                                 |
| Untamed                                      | 1983                        | Nowe życie                                                              | 2005                   | Harlequin Enterprises                                 |
| Island of flowers                            | 1982                        | Wyspa kwiatów / Między Paryżem a Hawajami (ant. I zjawiłeś się ty...)   | 2005                   | Harlequin Enterprises                                 |
| Other Titles                                 | Other Titles                | Inne Tytuły                                                             | Inne Tytuły            | Inne Tytuły                                           |
| The Heart's Victory                          | 1982                        | Ostatni wiraż                                                           | 2007                   | Harlequin Enterprises                                 |
| Her Mother's Keeper                          | 1983                        |                                                                         |                        |                                                       |
| Once More With Feeling                       | 1983                        | Zagrajmy to jeszcze raz                                                 | 2011                   | Mira                                                  |
| From This Day                                | 1983                        | Nieodparty urok                                                         | 2005                   | Harlequin Enterprises                                 |
| This Magic Moment                            | 1983                        | Magiczna chwila (ant. Niebezpieczna miłość)                             | 2010                   | Mira                                                  |
| Rules of the Game                            | 1984                        | Zasady gry                                                              | 2004                   | Harlequin Enterprises                                 |
| Promise Me Tomorrow                          | 1984                        | Obiecaj mi jutro                                                        |                        |                                                       |
| Opposites Attract                            | 1984                        | Przerwana gra                                                           | 2003                   | Harlequin Enterprises                                 |
| The Law is a Lady                            | 1984                        | Miłość i paragraf                                                       | 2008                   | Harlequin Enterprises                                 |
| First Impressions                            | 1984                        | Od pierwszego wejrzenia                                                 | 2006                   |                                                       |
| Less of a Stranger                           | 1984                        | Kolejna wygrana                                                         | 2005                   | Harlequin Enterprises                                 |
| The Right Path                               | 1985                        | Grecki honor (ant. Niebezpieczna miłość)                                | 2010                   |                                                       |
| Boundary Lines                               | 1985                        | Burzliwa miłość                                                         |                        |                                                       |
| Dual Image                                   | 1985                        | Karuzela uczuć                                                          | 2011                   | Harlequin Enterprises                                 |
| Partners                                     | 1985                        | Intrygujący wspólnik / Partnerzy czy rywale? (ant. Rodzinne sekrety)    | 2006                   | Harlequin Enterprises                                 |
| The Art of Deception                         | 1986                        | Sztuka podstępu / Sztuka mistyfikacji (ant. Rodzinne sekrety)           | 2004                   | Harlequin Enterprises                                 |
| Treasures Lost, Treasures Found              | 1986                        | Odnaleziony skarb                                                       | 2008                   | Harlequin Enterprises                                 |
| Risky Business                               | 1986                        | Czarny koral                                                            | 2003                   | Harlequin Enterprises                                 |
| A Will and a Way                             | 1986                        | Skazani na siebie                                                       | 2003                   | Harlequin Enterprises                                 |
| All I want for Christmas; Home for Christmas | 1986                        | Jedyna taka noc                                                         | 2002                   |                                                       |
| Local Hero                                   | 1987                        | Jak dobrze mieć sąsiada                                                 | 2003                   | Harlequin Enterprises                                 |
| Mind Over Matter                             | 1987                        | Córka Clarissy                                                          | 2004                   | Harlequin Enterprises                                 |
| Hot Ice                                      | 1987                        | Gorący lód                                                              | 1993                   | Świat Książki                                         |
| Temptation                                   | 1987                        | Rajska jabłoń                                                           | 2009                   | Mira                                                  |
| The Name of the Game                         | 1988                        | Reguły gry                                                              | 2002                   | Harlequin Enterprises                                 |
| Sweet Revenge                                | 1988                        | Słodka zemsta                                                           | 1998                   | Amber                                                 |
| Impulse                                      | 1989                        | Uroda życia                                                             | 2000                   |                                                       |
| Gabriel's Angel                              | 1989                        | Portret anioła                                                          | 2003                   | Harlequin Enterprises                                 |
| The Welcoming                                | 1989                        | Tu jest mój dom                                                         | 2005                   | Harlequin Enterprises                                 |
| Public Secrets                               | 1990                        | Życie na sprzedaż                                                       | 1994                   | Amber                                                 |
| Genuine Lies                                 | 1991                        | Prawdziwe kłamstwa                                                      | 2000                   | Amber                                                 |
| Carnal Innocence                             | 1991                        | Miasteczko Innocence                                                    | 1996                   | Amber                                                 |
| Unfinished Business                          | 1992                        | Echo przeszłości                                                        | 2003                   | Harlequin Enterprises                                 |
| Honest Illusions                             | 1992                        | Uczciwe złudzenia                                                       | 1996                   | Amber                                                 |
| Divine Evil                                  | 1992                        | Bogowie zła                                                             | 1995                   | Amber                                                 |
| Private Scandals                             | 1993                        | Śmierć przed kamerą (wznowione pt. Prywatne skandale)                   | 1995 (2009)            | Prószyński i S-ka, wznow. pod innym tytułem Książnica |
| Hidden Riches                                | 1994                        | Ukryte skarby                                                           | 2001                   | Amber                                                 |
| The Best Mistake                             | 1994                        | Najwspanialszy błąd                                                     |                        |                                                       |
| True Betrayals                               | 1995                        | Prawdy i zdrady                                                         | 1999                   | Amber                                                 |
| Montana Sky                                  | 1996                        | Niebo Montany                                                           | 1999                   | Amber                                                 |
| Sanctuary                                    | 1996                        | Sanktuarium                                                             | 1997                   | Amber                                                 |
| The Reef                                     | 1998                        | Rafa                                                                    | 1998                   | Amber                                                 |
| Homeport                                     | 1998                        | Port macierzysty                                                        | 1998                   | Amber                                                 |
| River's End                                  | 1999                        | Koniec rzeki                                                            | 1999                   | Amber                                                 |
| Carolina Moon                                | 1999                        | Księżyc nad Karoliną                                                    | 1999                   | Amber                                                 |
| Midnight Bayou                               | 2001                        | Noc na bagnach Luizjany                                                 | 2003                   | Świat Książki                                         |
| The Villa                                    | 2001                        | Willa                                                                   | 2001                   |                                                       |
| Three Fates                                  | 2002                        | Trzy boginie                                                            | 2003                   | Amber                                                 |
| Birthright                                   | 2003                        | Więzy krwi                                                              | 2003                   | Świat Książki                                         |
| Northern Lights                              | 2004                        | Zorza polarna                                                           | 2005                   | Świat Książki                                         |
| Blue Smoke                                   | 2005                        | Błękitny dym                                                            | 2007                   | Świat Książki                                         |
| Angels Fall                                  | 2006                        | Ciemna strona księżyca                                                  | 2008                   | Świat Książki                                         |
| High Noon                                    | 2007                        | W samo południe                                                         | 2009                   | Świat Książki                                         |
| Tribute                                      | 2008                        | Hołd                                                                    | 2009                   | Świat Książki                                         |
| Black Hills                                  | 2009                        | Czarne wzgórza                                                          | 2011                   | Świat Książki                                         |
| The Search                                   | 2010                        | Poszukiwania                                                            | 2012                   | Świat Książki                                         |
| Chasing Fire                                 | 2011                        | Lasy w płomieniach                                                      | 2012                   | Świat Książki                                         |
| The Witness                                  | 2012                        | Świadek                                                                 | 2013                   | Świat Książki                                         |
| The Collector                                | 2014                        | Kolekcjoner                                                             | 2014                   | Burda Publishing Polska                               |
| The Liar                                     | 2015                        | Kłamca                                                                  | 2017                   | Edipresse Książki                                     |
| The Obsession                                | 2016                        | Obsesja                                                                 | 2016                   | Edipresse Książki                                     |
| Come Sundown                                 | 2017                        | Przed Zmierzchem                                                        | 2017                   | Edipresse Książki                                     |
| Shelter in Place                             | 2018                        | W ukryciu                                                               | 2019                   | Edipresse Książki                                     |
| Under Currents                               | 2019                        | W poszukiwaniu prawdy                                                   | 2019                   | Edipresse Książki                                     |
| Hideaway                                     | 2020                        | Kryjówka                                                                | 2020                   | Edipresse Książki                                     |

Ponadto Roberts jest autorką serii In Death, opublikowanej pod pseudonimem J.D. Robb.

## Ekranizacje
Część książek została zekranizowana. W 2007 roku zostały nakręcone cztery filmy telewizyjne: Nora Roberts: Angels Fall, Nora Roberts: Płomienie wspomnień, Nora Roberts: Księżyc nad Karoliną, Nora Roberts: Niebo Montany, a w 2009 roku film telewizyjny Noc na bagnach Luizjany.